# Metropolitana di Filadelfia
SEPTA Metro è la rete di trasporto pubblico locale su rotaia a servizio della città di Filadelfia, nello Stato della Pennsylvania, Stati Uniti. La rete è gestita dalla Southeastern Pennsylvania Transportation Authority (SEPTA) e ha una lunghezza totale di 126 km. È costituita da sei linee: tre linee metropolitane (due tradizionali e una leggera), due linee tranviarie e una linea metrotranviaria; ciascuna linea è identificata con una lettera dell'alfabeto e un colore diverso.
Benché il nome "SEPTA Metro" si stato adottato soltanto nel 2024 con l'obiettivo di rendere il sistema più facile da utilizzare, gran parte delle linee che oggi compongono la rete furono attivate nella prima metà del XX secolo. Le attuali linee T e D furono inaugurate nel 1906, le linee D e M nel 1907,  mentre la linea B nel 1928. La linea G fu riattiva nel 2005, dopo essere stata soppressa nel 1992.

## La rete
| Linea | Percorso | Apertura | Ultima estensione | Lunghezza | Stazioni e fermate |
| --- | --- | -------- | ----------------- | --------- | ------------------ |
| | Fern Rock Transit Center ↔ NRG Fern Rock Transit Center ↔ 8th-Market                                                                      | 1928     | 1973              | 20,1 km   | 24                 |
| | Media ↔ 69th Street Transit Center Sharon Hill ↔ 69th Street Transit Center                                                               | 1906     | 1913              | 19,2 km   | 50                 |
| | 63rd Street ↔ Richmond Street | 2005*    | —                 | 13,5 km   | 53                 |
| | 69th Street Transit Center ↔ Fern Rock Transit Center                                                                                     | 1907     | 1918              | 20,76 km  | 28                 |
| | 69th Street Transit Center ↔ Norristown Transportation Center                                                                             | 1907     | 1956              | 21,6 km   | 22                 |
| | 63rd-Malvern ↔ 13th Street 61st-Baltimore ↔ 13th Street Yeadon ↔ 13th Street Darby Transit Center ↔ 13th Street 80th Street ↔ 13th Street | 1906     | 1956              | 21,6 km   | —                  |
| Nota: * la linea G fu in origine aperta nel 1859, venne poi soppressa nel 1992 e infine riattivata nel 2005. | |          |                   |           |                    |

La linea B dispone di un servizio espresso (B2), che salta alcune fermate della linea, e di un servizio locale (B1), che effettua invece tutte le fermate.